# Nežilovit
Nežilovit ist ein sehr selten vorkommendes Mineral aus der Mineralklasse der „Oxide und Hydroxide“. Es kristallisiert im hexagonalen Kristallsystem mit der idealisierten chemischen Zusammensetzung PbZn2Mn4+2Fe3+8O19, ist also ein Blei-Zink-Mangan-Eisen-Oxid.
Da bei natürlich entstandenen Nežiloviten ein Teil des Mangans durch Titan4+-Ionen ersetzt (substituiert) sein kann, wird die Formel gelegentlich auch mit PbZn2(Mn4+,Ti4+)2Fe3+8O19 angegeben, wobei die in den runden Klammern angegebenen Elemente sich in der Formel zwar jeweils gegenseitig vertreten können, jedoch immer im selben Mengenverhältnis zu den anderen Bestandteilen des Minerals stehen.
Nežilovit ist undurchsichtig schwarz und entwickelt hexagonale, tafelige Kristalle bis etwa einen Millimeter Größe mit metallischem Glanz auf den Oberflächen.

## Etymologie und Geschichte
Erstmals entdeckt wurde Nežilovit auf dem Kalugeri im Babuna-Tal (Jakupica-Gebirge) bei Nežilovo in der mazedonischen Gemeinde Veles und beschrieben 1996 durch Vladimir Bermanec, Dan Holtstam, Darko Sturman, Alan J. Criddle, Malcolm E. Back, Stjepan, Šćavničar, die das Mineral nach dem nahegelegenen Ort seiner Typlokalität benannten.
In älteren Publikationen findet sich gelegentlich der Mineralname in der Schreibweise Nezilovit ohne Hatschek, was allerdings weder der Namensgebung in der Originalbeschreibung noch den Vorgaben zur Mineralbenennung der International Mineralogical Association (IMA) entspricht, wonach beispielsweise Minerale, die nach einem geographischen Fundort benannt wurden, darauf geachtet werden muss, dass die Schreibweise des Namens derjenigen an der Typlokalität entspricht. Die bei vielen Mineralen uneinheitliche Schreibweise ihrer Namen wurde mit der 2008 erfolgten Publikation „Tidying up Mineral Names: an IMA-CNMNC Scheme for Suffixes, Hyphens and Diacritical marks“ bereinigt.

## Klassifikation
Da der Nežilovit erst 1994 als eigenständiges Mineral anerkannt wurde, ist er in der zuletzt 1977 überarbeiteten 8. Auflage der Mineralsystematik nach Strunz noch nicht verzeichnet.
In der zuletzt 2018 überarbeiteten Lapis-Systematik nach Stefan Weiß, die formal auf der alten Systematik von Karl Hugo Strunz in der 8. Auflage basiert, erhielt das Mineral die System- und Mineralnummer IV/C.08-035. Dies entspricht der Klasse der „Oxide und Hydroxide“ und dort der Abteilung „Oxide mit dem Stoffmengenverhältnis Metall : Sauerstoff = 2 : 3 (M2O3 und verwandte Verbindungen)“, wo Nežilovit zusammen mit Barioferrit, Bartelkeit, Batiferrit, Chihuahuait, Diaoyudaoit, Haggertyit, Hawthorneit, Hibonit, Lindqvistit, Magnetoplumbit, Otjisumeit, Plumboferrit, Yimengit und Zenzénit die „Magnetoplumbitgruppe“ mit der Systemnummeer IV/C.08 bildet.
Die von der IMA zuletzt 2009 aktualisierte 9. Auflage der Strunz’schen Mineralsystematik ordnet den Nežilovit in die Abteilung der „Oxide mit Stoffmengenverhältnis Metall : Sauerstoff = 2 : 3, 3 : 5 und vergleichbare“ ein. Diese ist weiter unterteilt nach der relativen Größe der beteiligten Kationen, so dass das Mineral entsprechend seiner Zusammensetzung in der Unterabteilung „Mit großen und mittelgroßen Kationen“ zu finden ist, wo es zusammen mit Batiferrit, Barioferrit, Diaoyudaoit, Haggertyit, Hawthorneit, Hibonit, Lindqvistit, Magnetoplumbit, Plumboferrit und Yimengit ebenfalls die „Magnetoplumbitgruppe“ mit der Systemnummer 4.CC.45 bildet.
In der vorwiegend im englischen Sprachraum gebräuchlichen Systematik der Minerale nach Dana hat Nežilovit die System- und Mineralnummer 07.04.02.03. Dies entspricht der Klasse der „Oxide und Hydroxide“ und dort der Abteilung „Mehrfache Oxide“. Hier ist er zusammen mit Magnetoplumbit, Haggertyit und Batiferrit in einer unbenannten Gruppe mit der Systemnummer 07.04.02 (Hexagonal, P63/mmc, stark magnetisch) innerhalb der Unterabteilung „Mehrfache Oxide mit O19-Gruppen“ zu finden.

## Kristallstruktur
Nežilovit kristallisiert hexagonal in der Raumgruppe P63/mmc (Raumgruppen-Nr. 194) mit den Gitterparametern a = 5,85 Å und c = 22,88 Å sowie zwei Formeleinheiten pro Elementarzelle.

## Bildung und Fundorte
Nežilovit bildete sich in einem präkambrischen metamorphen Komplex, wo er in rosafarbenem Dolomit-Marmor gefunden wurde. Als Begleitminerale treten unter anderem verschiedene Chlorite und Plagioklase, Baryt, Braunit, Cymrit, Franklinit, Gahnit, Hämatit, Hedyphan, Phlogopit, Piemontit und Talk auf.
Neben seiner Typlokalität, dem Hügel Kalugeri, konnte das Mineral bisher (Stand 2014) nur noch in einer nahegelegenen, gemischten Serienformation im Babuna-Tal im Jakupica-Gebirge in Mazedonien gefunden werden.